# Chondrocalcinose
Pour les articles homonymes, voir CCA.

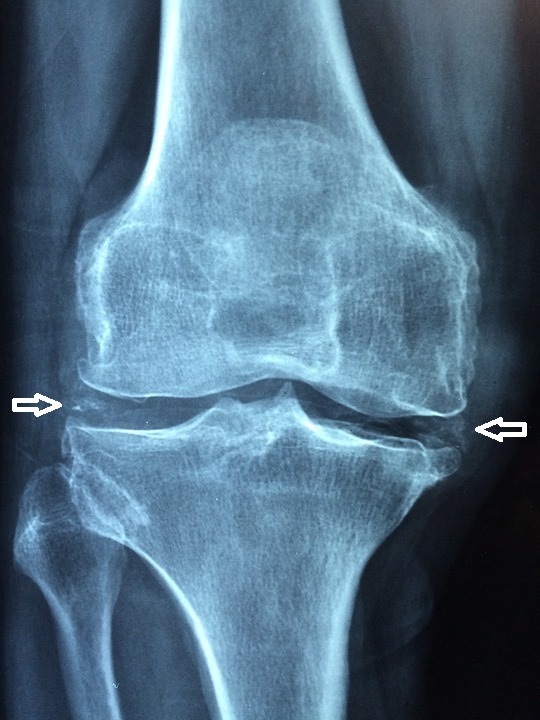
Radiographie du genou droit montrant une chondrocalcinose articulaire (les flèches indiquent la présence de cristaux de calcium au sein de l'articulation fémoro-tibiale).

La chondrocalcinose articulaire (CCA), maintenant renommée rhumatisme à pyrophosphate de calcium (PPC),, est une arthropathie microcristalline caractérisée par la précipitation de cristaux de pyrophosphate de calcium dihydraté (en) dans les tissus articulaires et périarticulaires.
Elle entraîne une calcification intra-articulaire sous la forme d'un liseré opaque fin, cernant les contours articulaires à quelques millimètres de l'os sous-chondral.

## Historique
Elle était anciennement appelée « pseudo-goutte », les manifestations ressemblant souvent à cette dernière. Les premières descriptions remontent aux années 1960.

## Épidémiologie
C’est une maladie qui touche en général le sujet âgé. Sa prévalence serait comprise entre 4 et 7 % de la population adulte occidentale. Des anomalies radiologiques évocatrices d'une chondrocalcinose sont présentes chez plus de 40 % des patients de plus de 84 ans. 
Elle est favorisée par un antécédent d'intervention sur l'articulation (par exemple une méniscectomie au niveau du genou).

## Causes
Dans 90 % des cas, la chondrocalcinose est dite idiopathique, c'est-à-dire sans cause connue.
Mais elle peut aussi être secondaire à l’hyperparathyroïdie ou à l’hémochromatose.
Plusieurs désordres du métabolisme phospho-calcique pourraient favoriser la survenue de la maladie : hypomagnésémie, hypophosphatémie, hyperparathyroïdie, même lorsque cette dernière est traitée.
Il existe parfois une composante génétique : une mutation sur les gènes CCAL2 ou TNFRSF11B peut provoquer des formes familiales.
Contrairement à la goutte, il n'y a pas de facteur alimentaire identifié.

## Physiopathologie
Les cristaux de pyrophosphate de calcium se forment au sein des cellules du cartilage (chondrocytes).
Le pyrophosphate est formé à partir de l'adénosine triphosphate extracellulaire par l'intermédiaire de plusieurs facteurs de croissance et de l'ANKH. Les cristaux formés vont activer l'inflammasome, dont le NLRP3, conduisant à la destruction progressive du cartilage.

## Clinique
Il existe cinq formes cliniques différentes :

### Forme asymptomatique
La chondrocalcinose est asymptomatique dans 25 % des cas. La découverte est radiologique. Les articulations les plus touchées sont les genoux, les poignets, et le bassin.

### Forme pseudo-arthrosique
La forme pseudo-arthrosique représente 50 % des cas. Plus sévère que l’arthrose classique, la clinique est marquée par des arthralgies chroniques de types mécaniques et les radiographies montrent des signes classiques d’arthrose associés à des liserés typiques de la chondrocalcinose dans le cartilage et dans le fibrocartilage (les ménisques par exemple). Les articulations les plus souvent touchées sont la scapho-trapézienne, le poignet, les chevilles et les métacarpo-phalangiennes.

### Pseudo-goutte
La pseudo-goutte est une mono-arthrite aiguë extrêmement inflammatoire avec parfois des signes généraux (fièvre, frissons, polynucléose et VS/CRP élevées). Les articulations les plus souvent atteintes sont le genou et le poignet, les autres étant plus rarement touchées. Par rapport à la goutte, la crise est plus prolongée, pouvant dépasser plusieurs semaines.
Elle peut être provoquée par une maladie intercurrente, un traumatisme, une intervention chirurgicale, la prise d'un diurétique de l'anse, de filgrastim, de pamidronate.
Le diagnostic se fait par une ponction articulaire qui permet de mettre en évidence les cristaux de pyrophosphate de calcium (en).

### Forme pseudo-polyarthrite rhumatoïde
La forme pseudo-polyarthrite rhumatoïde : rare, c’est une polyarthrite bilatérale et symétrique simulant une polyarthrite rhumatoïde.

### Arthropathies destructrices
Les arthropathies destructrices : touchent surtout les genoux, les épaules et les hanches.

## Traitement
Tout médicament potentiellement actif contre l'inflammation de la CCA comporte des effets secondaires ; en conséquence, aucun traitement n'est conseillé si l'affection n'est pas à l'origine de douleurs. Pour la pseudo-goutte, les traitements des crises incluent l'injection intra-articulaire de corticoïdes, des corticoïdes par voie systémique, des anti-inflammatoires non stéroïdiens (AINS), ou, à l'occasion, de la colchicine à haute dose. De faibles doses de colchicine ou d'AINS pourraient prévenir les crises. Si rien ne fonctionne, l'hydroxychloroquine ou le méthotrexate pourraient apporter un soulagement. La recherche sur l'ablation chirurgicale des calcifications est en cours, mais ceci reste une procédure expérimentale.